# Космос-1405
Космос-1405 је један од преко 2400 совјетских вјештачких сателита лансираних у оквиру програма Космос.
Космос-1405 је лансиран са космодрома Тјуратам, Бајконур, СССР, 4. септембра 1982. Ракета-носач Р-36 или РТ-2 (8К67, НАТО ознака SS-9 Scarp или 8К98, НАТО SS-13 Savage) са додатим степеном је поставила сателит у орбиту око планете Земље. Маса сателита при лансирању је износила 1500 килограма. Космос-1405 је био војни извиђачки сателит за праћење флоте.